# Luca Trugenberger
Luca Trugenberger (Milano, 1955) è uno scrittore italiano-svizzero.
Attivo nel genere fantasy, è stato autore del ciclo di Damlo il Roscio.

## Biografia
Nato da padre luganese e madre palermitana, Trugenberger prestò servizio nell'esercito elvetico come ufficiale a Ginevra, ma in seguito lasciò la divisa e si iscrisse alla facoltà di medicina dell'Università di Ginevra. Risiede a Roma dove esercita la professione di psicoterapeuta.
I suoi libri sono caratterizzati da un percorso iniziatico, in cui il protagonista prende coscienza di sé; nella precisione della descrizione degli stati d'animo e delle fasi di passaggio sembra intravedersi la professionalità di uno psicologo.
Fra le altre esperienze artistiche, Trugenberger ha recitato come attore in Italia e negli anni 1995-1996 ha collaborato con la Sergio Bonelli Editore scrivendo due storie per l'albo mensile a fumetti Mister No, la seconda delle quali in collaborazione con Luigi Mignacco.

### Lumen et Umbra
Per diversi anni Trugenberger è stato presente nel principale Multi User Dungeon (MUD) italiano, Lumen et Umbra (LeU), una avventura testuale interattiva condivisa in tempo reale da molti utenti, dove gli aspetti ludici di un gioco di ruolo fantasy si intrecciano con la necessità di saper scrivere e sognare.
La scelta del genere del romanzo di esordio è dovuta proprio al fatto che in quel periodo Trugenberger giocava molto su Lumen et Umbra con il personaggio di Rinelkind. Lo stesso nome viene usato ne Il risveglio dell'ombra per un principe elfo.
Visitando la biblioteca della Gilda dei Filosofi si possono leggere alcuni racconti che spiegano il clima particolare di quegli anni: un fermento di nuove idee e una continua lotta di potere, un grande sforzo creativo e un insieme di amicizie che si rinsaldavano. Era prassi comune scrivere delle storie e dei resoconti dei fatti del gioco, e tutti si riscoprivano un po' scrittori.

## Opere
1. Il tredicesimo petalo. Milano, Sonzogno, 2008. ISBN 978-88-454-1485-5.

### Trilogia di Damlo Rindgren
1. Il risveglio dell'ombra. Roma, Fanucci, 2002. ISBN 88-347-1093-2.
2. Il predatore di Magia. Milano, Rizzoli, 2006. ISBN 88-17-00980-6.
3. Il terzo volume è in corso di realizzazione.

### Versione per ragazzi
Fanucci ha realizzato una versione per ragazzi de Il risveglio dell'Ombra, divisa in tre volumi:
1. Damlo il roscio - La spina del drago. Roma, Fanucci, 2003. ISBN 88-347-0955-1.
2. Damlo il roscio - Il Sigillo di Zanter. Roma, Fanucci, 2004. ISBN 88-347-0956-X.
3. Damlo il roscio - Il Volto del Nemico. Roma, Fanucci, 2004. ISBN 88-347-0957-8.

Sebbene il lavoro sia nato come una riduzione per ragazzi, in realtà il testo è aumentato. Per dare autonomia ai testi, Trugenberger ha dovuto inserire una fine per il primo libro, un inizio ed una fine per il secondo e un lungo inizio per il terzo, creando nuove avventure e personaggi.